# Хундадзе, Григорий Григорьевич
Григорий Григорьевич Хундадзе (1907, Озургетский уезд, Кутаисская губерния, Российская империя — неизвестно, Грузинская ССР) — главный агроном отдела сельского хозяйства Ланчхутского района, Грузинская ССР. Герой Социалистического Труда (1949).

## Биография
Родился в 1907 году в крестьянской семье в одном из сельских населённых пунктов Озургетского уезда. С раннего возраста трудился в сельском хозяйстве. В последующем окончил сельскохозяйственный институт. Трудился на различных должностях в сельском хозяйстве Грузинской ССР. С середины 1940-х годов — главный агроном отдела сельского хозяйства Ланчхутского района. За высокий урожай чайного листа и кукурузы в целом по району в 1947 году был награждён Орденом Ленина. Благодаря его деятельности сельскохозяйственные предприятия района за короткое время в годы Четвёртой пятилетки (1946—1950) достигли довоенного уровня производства чайного листа.
В 1948 году обеспечил перевыполнение в целом по району планового сбора урожая чайного листа на 25,1 %. Указом Президиума Верховного Совета СССР от 3 июля 1950 удостоен звания Героя Социалистического Труда за «получение высоких урожаев сортового зелёного чайного листа и цитрусовых плодов в 1948 году» с вручением ордена Ленина и золотой медали «Серп и Молот» (№ 4567).
Этим же указом званием Героя Социалистического Труда были награждены первый секретарь Ланчхутского райкома партии Шалва Арчилович Хитири, председатель Ланчхутского райисполкома Христофор Эрастиевич Манцкава, заведующий районным отделом сельского хозяйства Илья Калистратович Чхартишвили и 9 тружеников различных колхозов Ланчхутского района.
За выдающиеся трудовые показатели по району в 1950 году награждён третьим Орденом Ленина.
После выхода на пенсию проживал в Ланчхутском районе. С 1968 года — персональный пенсионер союзного значения. Дата смерти не установлена.
Награды
- Герой Социалистического Труда
- Орден Ленина — трижды (21.08.1948; 1949; 14.11.1951)